# منزل بيل غيتس
يمتلك بيل غيتس قصرًا يطل على بحيرة واشنطن في مدينة مدينا بواشنطن. 66,000 قدم مربع (6,100 م2) قصر لدمج التصميم والتكنولوجيا.
في عام 2009, تم الإبلاغ عن الضرائب على الممتلكات بمبلغ 1.063 مليون دولار أمريكي على إجمالي القيمة المقدرة 147.5 مليون دولار أمريكي.

## التصميم والميزات
تم تصميم المنزل بشكل تعاوني من قبل Bohlin Cywinski Jackson و Cutler-Anderson Architects في جزيرة بينبريج آيلاند, واشنطن.
القصر هو تصميم حديث على طراز نزل المحيط الهادئ, مع ميزات كلاسيكية مثل مكتبة خاصة مع سقف على شكل قبة وأوكولوس. يتميز المنزل أيضًا بنظام خادم على مستوى العقار, 60 قدم (18 م) حمام سباحة مزود بنظام موسيقى تحت الماء 2,500 قدم مربع (230 م2) صالة رياضية, و 1,000 قدم مربع (93 م2) غرفة طعام.

## في الثقافة الشعبية

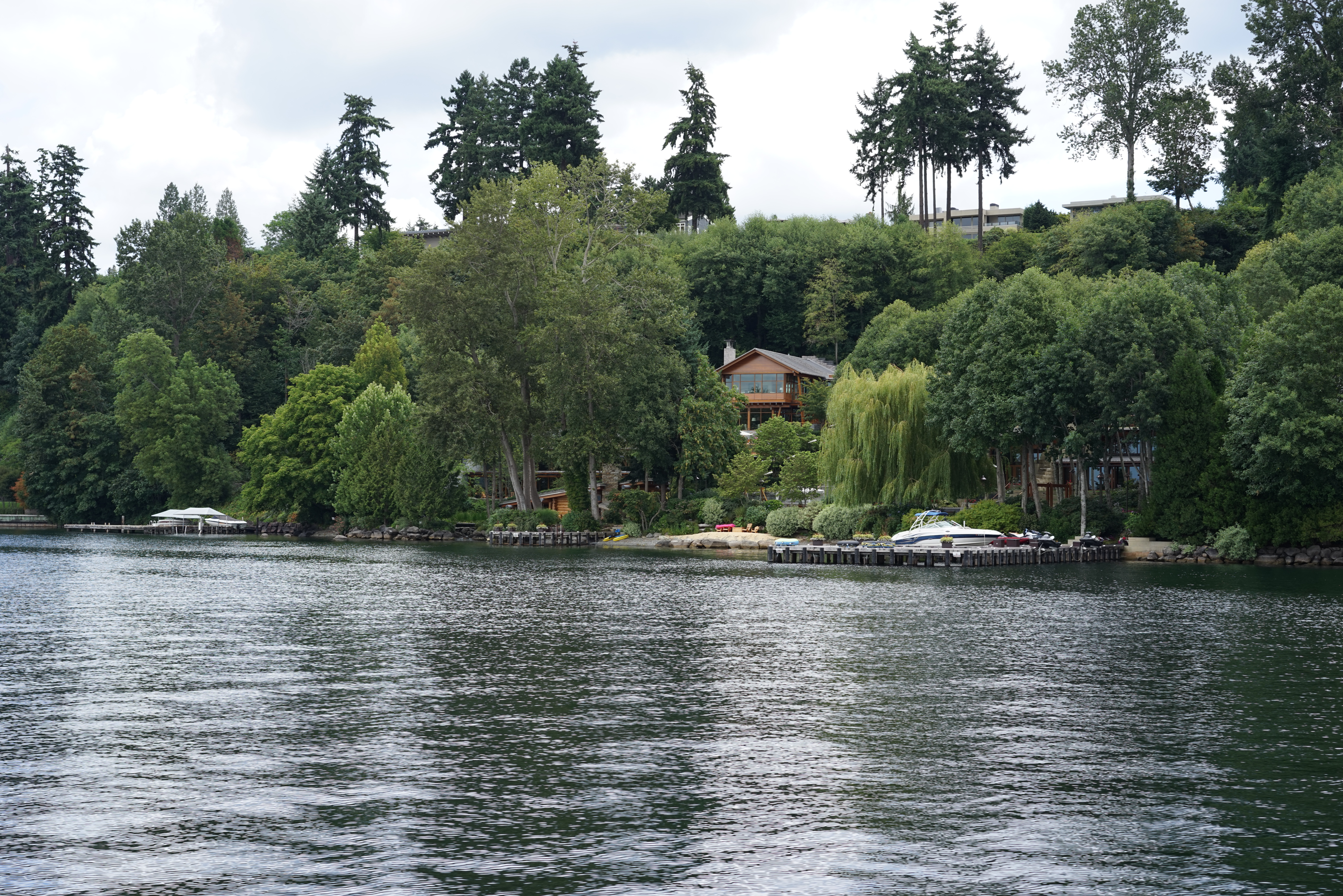
المنزل في عام 2015. تحجب العديد من الأشجار الكثير من المنزل عن منظر بحيرة واشنطن.

تم السخرية من المنزل في دلبرت في يناير 1997 عندما أُجبرت الشخصية الرئيسية على أن تصبح فتى مناشف بعد فشله في قراءة اتفاقية ترخيص المستخدم النهائي على برامج مايكروسوفت المشتراة.

## روابط خارجية
- معلومات ضريبية على المنزل من موقع King County GIS